# Fredagen den 13:e del 3 – Alla fasors blodiga dygn
Fredagen den 13:e del 3 – Alla fasors blodiga dygn är en amerikansk skräckfilm från 1982.

## Handling
Filmen följer direkt på del 2. Jason Voorhees har överlevt slutstriden i del 2, och passerar en liten affär i Crystal Lakes utkant vars ägarpar han mördar och beger sig sedan till sommarstället Higgins Haven, där Chris Higgins och hennes vänner ska tillbringa helgen...

## Om filmen
Filmen producerades i 3D, men har aldrig släppts i det skicket i Sverige. Dock finns 3D-utgåvan tillgänglig i USA. Det är i den här delen Jason får sin beryktade hockeymask.
Statens biografbyrå totalförbjöd filmen för visning i Sverige i februari 1983. Den släpptes senare under 1980-talet i en rejält nerklippt, för att inte säga redigerad, version som hyrfilm. Vid en omgranskning av filmen 2002 fick den istället visas i originalversion men med en 15-årsgräns.

## Rollista (urval)
- Dana Kimmell – Chris Higgins
- Paul Kratka – Rick
- Tracie Savage – Debbie
- Catherine Parks – Vera Sanchez
- Richard Brooker – Jason Voorhees
- Nick Savage – Ali
- Rachel Howard – Chili Jachson
- David Katims – Chuck
- Larry Zerner – Shelly